# 馬場禮子
馬場 禮子（ばば れいこ、1934年 - 2023年9月8日）は、日本の心理学者、臨床心理士。

## 略歴
1965年慶應義塾大学大学院社会学研究科心理学専攻修了、「境界例とその周辺領域 ロールシャッハ・テストによる精神力学的研究」で医学博士の学位を取得。東京都立大学 (1949-2011)人文学部教授、1997年定年退官、放送大学教授、東亜大学教授、山梨英和大学人間文化研究科臨床心理学教授。
小此木啓吾に師事。文学、芸術についても論じた。

## 著書
- 『心の断面図 芸術家の深層意識』青土社　1979
- 『こころの管制 退行のダイナミズム』朝日出版社　1981
- 『言葉の深層へ』思潮社　1988　ラ・メールブックス
- 『ロールシャッハ法と精神分析 継起分析入門』岩崎学術出版社　1995
- 『心理療法と心理検査』日本評論社　1997
- 『入門読本・臨床心理士への道』朝日新聞社　1999
- 『精神分析的心理療法の実践 クライエントに出会う前に』岩崎学術出版社　1999
- 『精神分析的人格理論の基礎 心理療法を始める前に』岩崎学術出版社　2008

## 共編著
- 『精神力動論 ロールシャッハ解釈と自我心理学の統合』小此木啓吾共著　医学書院　1972
- 『境界例 ロールシャッハテストと精神療法』編著　岩崎学術出版社　1983
- 『ライフサイクルの臨床心理学』永井撤共編　培風館　1997
- 『病院の心理臨床』山中康裕と責任編集　金子書房　1998　心理臨床の実際
- 『臨床心理学概説』編著　放送大学　1999
- 『臨床心理学大系 第19巻　人格障害の心理療法』福島章,水島恵一共編　金子書房　2000
- 『保育に生かす心理臨床』青木紀久代共編　ミネルヴァ書房　2002　保育・看護・福祉プリマーズ

## 翻訳
- エルンスト・クリス『芸術の精神分析的研究』岩崎学術出版社　1976　現代精神分析双書
- B.ランディス『自我境界』小出れい子共訳　岩崎学術出版社　1981　現代精神分析双書
- A.バートン『フロイト、ユンク、ロジァーズ』監訳　岩崎学術出版社　1985
- キム・チャーニン『ハングリー・セルフ 食べるのが怖いあなたに』小野寺敦子共訳　協同出版　1989
- D.N.スターン『親-乳幼児心理療法 母性のコンステレーション』青木紀久代共訳　岩崎学術出版社　2000
- P.&R.L.タイソン『精神分析的発達論の統合1』監訳 青木紀久代,内田良一,黒田浩司,鈴木淑元,西河正行,村部妙美訳

岩崎学術出版社　2005
- ジェームズ・H.クレーガー『思考活動の障害とロールシャッハ法 理論・研究・鑑別診断の実際』監訳 吉村聡,小嶋嘉子ほか訳　創元社　2010

## 参考
- 思考活動の障害とロールシャッハ法―理論・研究・鑑別診断の実際 - 紀伊國屋書店BookWeb
- 馬場礼子教授略歴・著書・論文等 (馬場礼子教授記念論文集) 人文学報 1997-03